# Urna

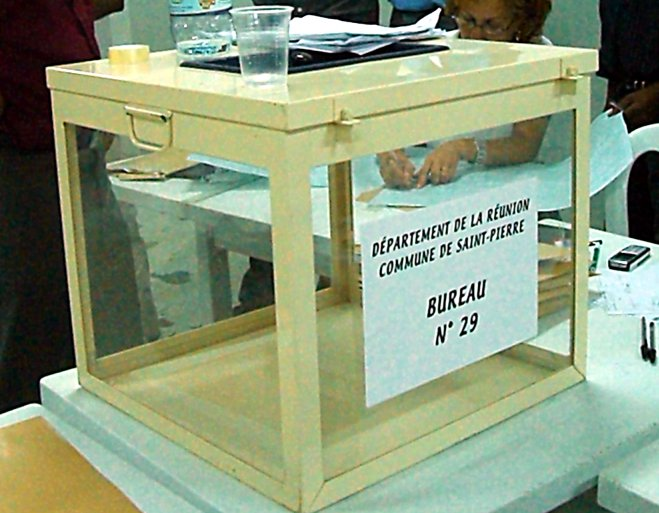
Urna francesa de plástico transparente.

Una urna electoral es un recipiente temporalmente sellado, generalmente en forma de paralelepípedo, aunque a veces es tan solo una bolsa resistente. Tiene una ranura estrecha, generalmente situada en la parte superior, que es lo bastante larga como para permitir el paso de una papeleta de voto en unas elecciones. Esta ranura, no obstante, impide que cualquier persona pueda tener acceso a los votos introducidos hasta el cierre del período de votación. 
La meta de la utilización de una urna es ofrecer un modo de contabilidad de los votos que da confianza por ser a la vez simple, verificable y secreto. 
La urna se coloca generalmente en un colegio electoral o embajada, aunque en algunos países, especialmente Irlanda y Rusia, también pueden existir urnas que se llevan a los hogares de aquellas personas que no sean capaces de desplazarse hasta el colegio electoral. Cuando se utilizan papeletas de voto muy grandes, puede haber un mecanismo de alimentación que ayude a la papeleta a entrar en la caja.

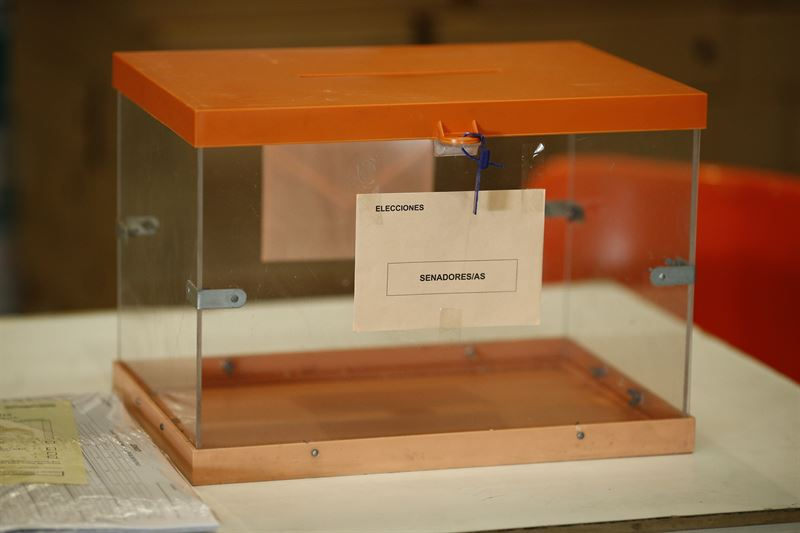
Urna española.

A veces se utilizan urnas transparentes para que el público pueda atestiguar que la caja está vacía antes del comienzo de la elección (es decir, que no está llena de votos fraudulentos). Sin embargo, es bastante frecuente el uso de urnas consistentes simplemente en una caja de cartón.
Al cierre de la elección todas las urnas se pueden llevar a un solo lugar en donde se lleva a cabo el recuento o escrutinio y se declara el resultado. Otra posibilidad es que las urnas se abran en el mismo colegio electoral y, finalizado el escrutinio, estos últimos anuncian los resultados y se los comunican a la junta electoral.
En algunos países y jurisdicciones las urnas se están quedando abandonadas debido al incremento del sistema de voto electrónico, que no requiere papel, aunque en otros países el voto electrónico no se usa (Alemania) o es objeto de polémicas (Francia). La oposición entre los dos sistemas está basada alrededor de los conceptos de secreto, del coste, de la transparencia, de la confianza y de la prueba física. Saliendo al paso, existe un sistema mixto en el que la propia urna hace el recuento de los votos al ser introducidos y, al cierre, los transmite electrónicamente; todo ello permite, además, el procedimiento tradicional de identificación y recuento manual.
Las urnas transparentes están generalmente fabricadas en metacrilato.

## Historia
Las urnas electorales aparecieron por primera vez en la Antigua Grecia, en el 530 a. C. Los gobernantes eran elegidos cuando en unas tablillas de madera escribían el nombre de un candidato que era depositado en una caja con una ranura, en la cual eran llevadas a la plaza central, donde se contaban los votos.
La primera aparición del voto en papel ocurrió en Toledo, en 1465, cuando se presentó la corregiduría, donde se postularon dos corregidores, el duque de Toledo, Jaime de Montrañón, y el barón de Ciudad Real, Fernando Riopozuelo. Jaime de Montrañón recibió 45 952 votos frente a los 30 106 de Fernando Riopozuelo.[cita requerida]